# 小山乃里子
小山 乃里子（こやま のりこ、1941年〈昭和16年〉8月16日 - 2024年〈令和6年〉1月20日）は、日本のフリーアナウンサー。政治家。元神戸市会議員。
兵庫県神戸市東灘区・六甲アイランド在住。ニックネームは「ノコさん」「小山上等兵殿」。

## 来歴
北海道小樽市生まれ、小学校4年生の時に大阪府枚方市に転居。関西学院大学文学部を卒業後の1965年、ラジオ関西にアナウンサーとして入社。1971年にフリーとなり、晩年まで関西のテレビ・ラジオ各局で活動していた。ラジオ関西の情報番組『ビバ!タカラジェンヌ』は1980年の放送開始から長年担当していた。
1995年1月17日、居住する六甲アイランドのマンションで阪神・淡路大震災に遭遇。
1995年6月から1999年6月まで、神戸市会議員を1期つとめた。無所属で、どちらかといえば革新・市民派系の立場をとっていた。その後、新社会党を支持する姿勢が見られ、選挙の際には候補者の応援活動に熱心。また、護憲集会が行われると司会役を担当していた。
2023年3月、43年間にわたって担当していた『ビバ!タカラジェンヌ』のパーソナリティを勇退。同時にフリーアナウンサーも引退した。
2024年1月20日、老衰のため、神戸市東灘区の介護施設で死去した。82歳没。

## 人物
- 熱烈な阪急ブレーブスのファンで、「阪急ブレーブス好きやねん会」会長を務めていたこともあった[注釈 1]。
- 姉がいる[5]。
- 特定秘密保護法に事実上反対を表明している[6]。

## 出演番組
テレビ
- おはよう朝日です（ABCテレビ）

ラジオ
- 電話リクエスト（ラジオ関西）
- サテスタ ミュージック プロムナード（ラジオ関西）
- テレテレ三度笠!（ラジオ関西）
- サテスタ歌謡バラエティ（ラジオ関西）
- ラジオ関西の若いおとな!エンジョイヤング!（ラジオ関西）
- サテスタ日曜寄席（ラジオ関西）
- キング歌謡ロードショウ（ラジオ関西）
- ラジ関金曜 小山乃里子です（ラジオ関西）
- 小山乃里子の歌謡専科（ラジオ関西）
- 夢旅行〜介護タクシーがかなえます〜（ラジオ関西）
- ビバ!タカラジェンヌ（ラジオ関西）[3]
- 歌謡曲ぶっつけ本番（ABCラジオ）
- ナウ・フィーリング1010→ナウ・フィーリングABC（ABCラジオ）
- パノラマ大放送（ABCラジオ）
- 日曜朝の・お話サラダ（ABCラジオ）
- 歌はおまかせ小山乃里子です（ABCラジオ）
- 小山乃里子のうた声ラジオ（ABCラジオ）
- 小山乃里子の夢の続き（ABCラジオ、2006年10月-2008年3月）
- 小山乃里子のハートフル・ナイト（ABCラジオ、2008年4月- ）
- 小山乃里子のハートフル・サンデー（ABCラジオ）
- 小山乃里子のハートにスニーカー（ABCラジオ、プロ野球シーズンオフに放送）
- ごめんやす馬場章夫です（MBSラジオ）[3]
- ラジオリビング〜おはよう小山乃里子です〜（MBSラジオ）
- MBSミュージックマガジン（MBSラジオ、1977年10月 - 1978年3月）
- 気分はアクティブ!!（MBSラジオ、1989年10月 - 1990年3月）
- おとなの駄菓子屋（MBSラジオ、2016年9月4日放送分ゲスト）
- 青春最前線 ドキドキラガジン（ラジオ大阪）
- ダイヤモンド作戦（ラジオ大阪）
- JOBUアフタヌーンサウンド（FM大阪）

## 著書
- 『結婚するバカしないバカ』いんてる社、1985年8月26日。
- 『パンドラの小箱 : ラジオがすべてだった』いんてる社、1986年3月1日。